# Volodîmîrți, Jîdaciv
Volodîmîrți (în ucraineană Володимирці) este localitatea de reședință a comunei Volodîmîrți din raionul Jîdaciv, regiunea Liov, Ucraina.

## Demografie
Componența lingvistică a localității Volodîmîrți
     Ucraineană (99,69%)
     Alte limbi (0,31%)
Conform recensământului din 2001, majoritatea populației localității Volodîmîrți era vorbitoare de ucraineană (99,69%), existând în minoritate și vorbitori de alte limbi.